# Konjevići (miasto Čačak)
Konjevići (cyr. Коњевићи) – wieś w Serbii, w okręgu morawickim, w mieście Čačak. W 2011 roku liczyła 859 mieszkańców.